# Poznavaja belyj svet
Poznavaja belyj svet (russisk: Познавая белый свет) er en sovjetisk spillefilm fra 1978 af Kira Muratova.

## Medvirkende
- Nina Ruslanova som Ljuba
- Sergej Popov som Mikhail
- Aleksej Zjarkov som Nikolaj
- Ljudmila Gurtjenko
- Natalja Leble som Galja